# 가미스시
가미스시(일본어: 神栖市)는 일본 이바라키현의 동남쪽 끝에 있는 시이다.
인접하는 가시마시와 함께 가시마 임해 공업지대를 형성한다. 가시마시, 이타코시, 호코타시, 나메가타시와 함께 J리그 가시마 앤틀러스의 연고지이다.
과거에는 농업과 어업 중심의 궁핍한 지역이었지만 1960년에 시작한 가시마 개발로 세계적으로도 드문 굴입식 인공항인 "가시마항"을 축으로 철강·석유를 중심으로 하는 중화학 콤비나트의 도시로 발전하였다. 공장에서 나오는 세수입에 의해 재정은 풍부하고 복지가 충실해 현외로부터의 전입자도 많다.

## 지리
동쪽은 태평양과 접하고 남쪽에는 히타치도네강(가스미가우라호)이 흐른다. 이전에는 광대한 면적의 "고노이케 연못"이 있었으나, 가시마 개발을 위해 일부 남겨둔 곳을 제외하고는 대부분이 매립되었다.

### 인접한 지자체
- 이바라키현
  - 가시마시, 이타코시
- 지바현
  - 가토리시, 가토리군 도노쇼정

## 역사
- 1955년 3월 1일 - 가미스촌이 성립하였다.
- 1956년 2월 15일 - 와카마쓰촌의 일부가 가미스촌에 편입되었다. 와카마쓰촌의 나머지 일부는 하사키정에 편입되었다.
- 1970년 1월 1일 - 가미스촌이 정으로 승격해 가미스정이 되었다.
- 2005년 8월 1일 - 가미스정에 하사키정이 편입 합병되면서 시로 승격해 가미스시가 되었다.

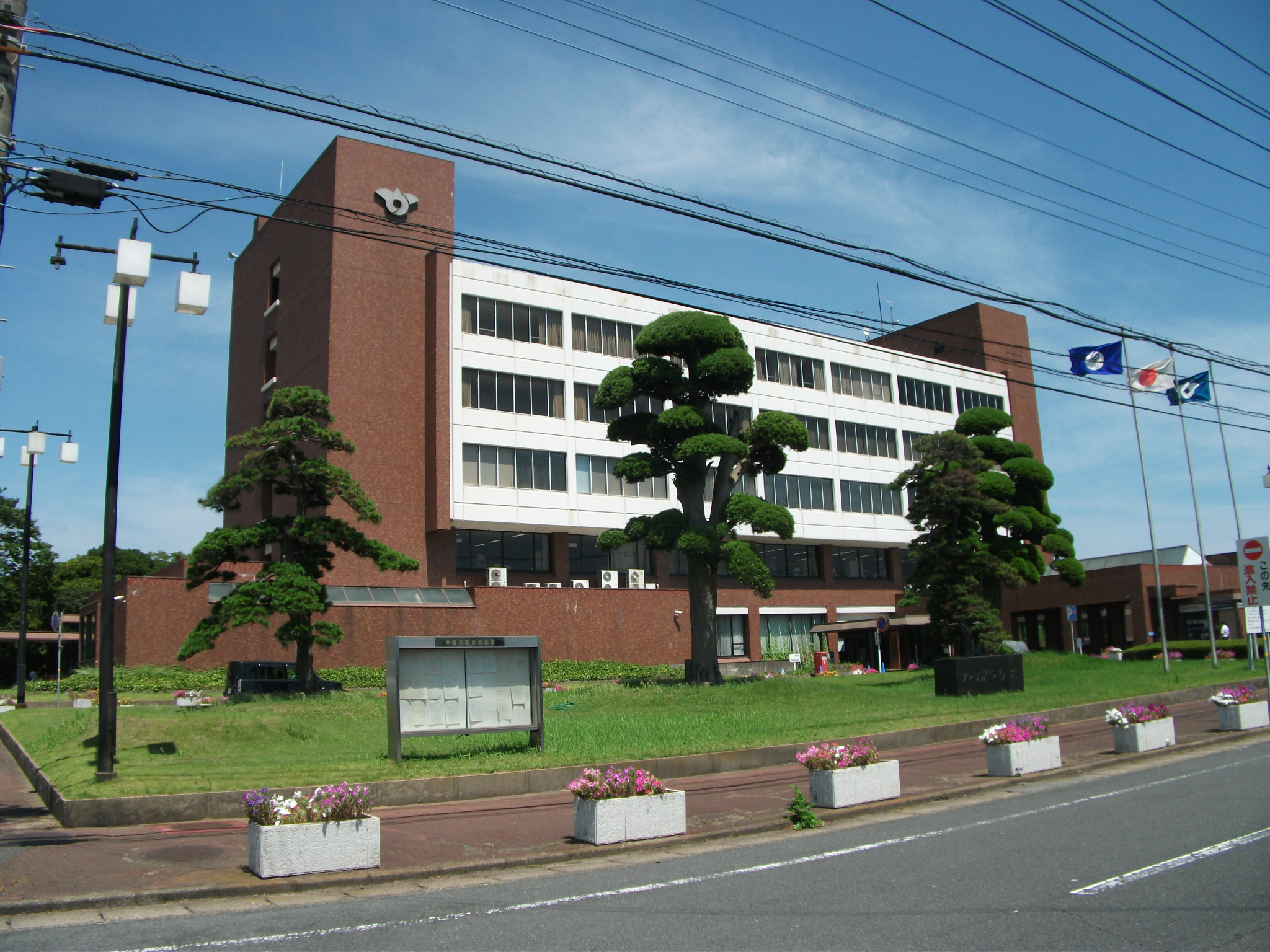
가미스시청

## 교통

### 도로
- 국도 제124호선

### 항구
- 가시마항

## 인구
| 연도 | 인구   | ±%     |
| ---- | ------ | ------ |
| 1920 | 24,725 | —      |
| 1930 | 26,847 | +8.6%  |
| 1940 | 30,295 | +12.8% |
| 1950 | 41,331 | +36.4% |
| 1960 | 41,030 | −0.7%  |
| 1970 | 49,360 | +20.3% |
| 1980 | 67,364 | +36.5% |
| 1990 | 77,596 | +15.2% |
| 2000 | 94,823 | +22.2% |
| 2010 | 97,026 | +2.3%  |